# Calycularia crispula
Calycularia crispula là một loài rêu trong họ Allisoniaceae. Loài này được Mitt. mô tả khoa học đầu tiên năm 1861.